# 戸田久
戸田 久（とだ ひさし、1956年10月28日 - ）は、日本の裁判官。最高裁判所調査官や、名古屋高等裁判所部総括判事等を経て、名古屋家庭裁判所所長。

## 人物・経歴
秋田県出身。筑波大学卒業後、1986年浦和地方裁判所判事補。1989年京都地方裁判所判事補。1992年新潟地方裁判所新発田支部判事補。1995年大阪地方裁判所判事補。1996年同判事。1998年名古屋高等裁判所判事職務代行。2002年同判事。2003年東京高等裁判所判事職務代行。2004年最高裁判所調査官。2007年名古屋高等裁判所判事。同年名古屋地方裁判所部総括判事。2011年東京地方裁判所部総括判事。2014年名古屋高等裁判所判事。2016年旭川地方裁判所長、旭川家庭裁判所長。2018年名古屋高等裁判所部総括判事。2019年名古屋家庭裁判所長。2021年岐阜簡易裁判所訴訟B係判事。

## 裁判
- 茨城県の男性が外国為替証拠金取引で約定遅延により損失を受けたとした事件で、システムの整備不備が債務不履行であったとして、松井証券に約200万円の損害賠償を命じた[7]。
- 2016年に日本における国際的な子の連れ去りにより、父親の同意なく日本に子供を入国させた母親に対し、国際的な子の奪取の民事上の側面に関する条約基づき子供の引き渡しを命じられていたにもかかわらず拒否していた事件で、「母から不当な心理的影響を受けている」などとして、アメリカ合衆国在住の父親に子供を引き渡すように判示した[8][9]。